# David et Goliath
David et Goliath è un cortometraggio muto del 1910 diretto da Henri Andréani.

## Trama
David è un giovane pastore che sconfigge il gigante Goliath, salvando così il popolo di Israele.